# Rie de Boois
Henderika Maria (Rie) de Boois (Zierikzee, 4 de junio de 1936 - Kerk-Avezaath, 16 de noviembre de 2010) fue una política y bióloga holandesa. Fue miembro de la Cámara de Representantes de los Estados Generales de los Países Bajos de 1972 a 1987 por el Partido Laborista.

## Carrera política
De Boois fue miembro del ayuntamiento de Arnhem desde 1966 hasta 1974. De Boois participó esencialmente en cuestiones ambientales. Luchó por la protección del mar de Wadden, fue defensora de una mayor participación holandesa en la investigación antártica  y abogó por una mejor gestión forestal.  En 1976, intentó abolir el uso de medios viarios en la caza del jabalí. No obstante, se enfrentó a la resistencia de miembros de la familia real y de otras personas de la nobleza. La ley no entraría en vigor hasta 2002. Fue nominada "Protectora de los Animales del Año" en 1986 por su trabajo sobre conservación de animales.
De Boois abandonó la Cámara de Diputados en 1987. Se convirtió en presidenta de un consejo de agua responsable de su calidad en Gooi, Amstel y Vecht. Fue presidenta de la Sociedad Holandesa para la Protección de las Aves desde 1996 hasta 2004.
Parte de su herencia fue utilizada para iniciar el fondo Rie de Boois, que la Sociedad Holandesa de Mamíferos usa para financiar la investigación por voluntarios.